# Řetězový most v Postoloprtech

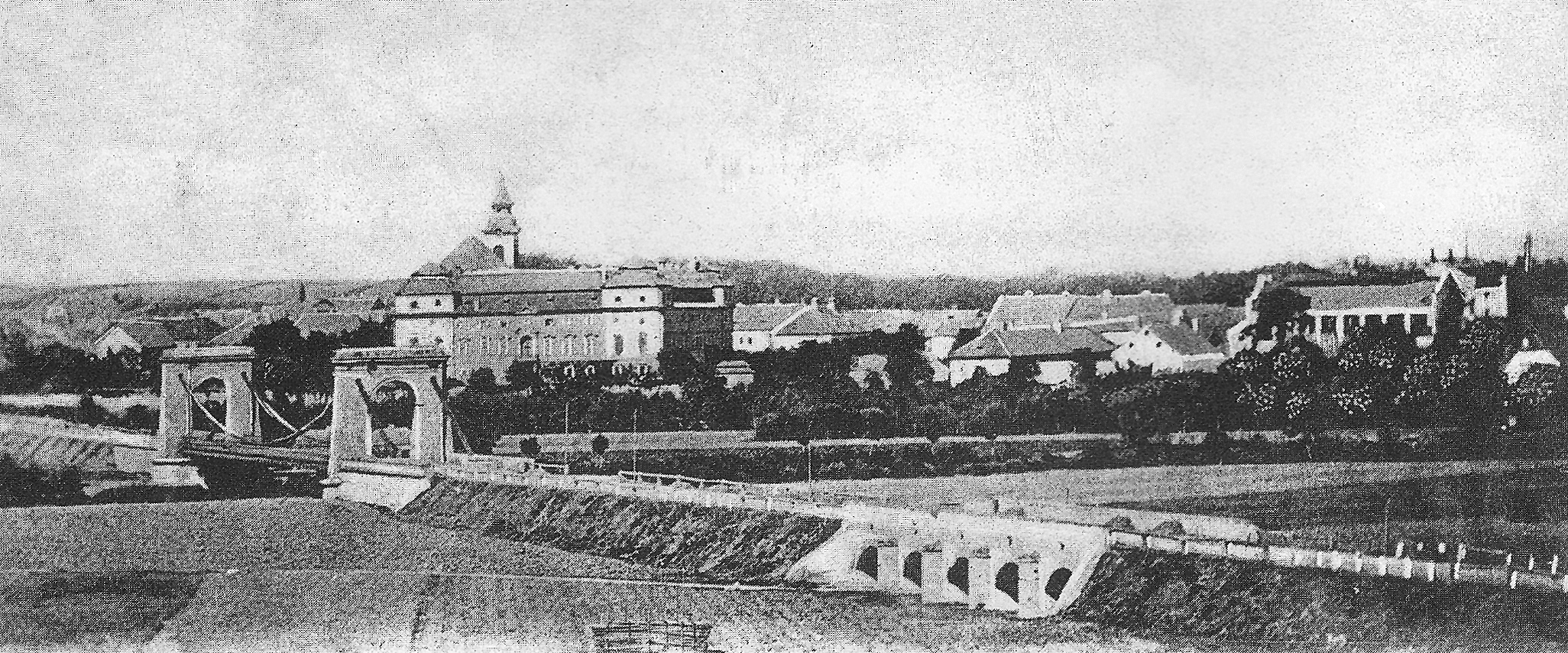
Soustava inundačních mostů s řetězovým mostem

Řetězový most v Postoloprtech přes řeku Ohři byl postaven v letech 1845–1853 v rámci soustavy inundačních mostů nahrazujících dosavadní dřevěné mosty na tzv. lipské císařské silnici vedoucí z Prahy přes Slaný, Louny a Chomutov do Lipska. V letech 1908–1909 byl kvůli zhoršenému technickému stavu a narůstající dopravě nahrazen betonovým mostem.
Projektantem tohoto mostu, podobně jako mnoha dalších řetězových mostů té doby, byl Bedřich Schnirch. Postoloprtský most patřil z jeho projektů mezi nejmladší, nejstarším byl řetězový most ve Strážnici z roku 1824. Někde se jako autor uvádí jeho synovec Josef Schnirch. Soustava mostů byla slavnostně otevřena roku 1853, téhož roku zahájil provoz nový knížecí cukrovar u Března, který se stal největším cukrovarem v širokém okolí a zpracovával řepu z celého postoloprtského panství.
Délka mostu byla 99,11 metru.